# 佐藤光史
佐藤 光史（さとう みつのぶ、1955年 - ）は、日本の材料工学者。元工学院大学学長。

## 人物
秋田出身。1973年秋田県立秋田高等学校卒、1977年東京理科大学理学部化学科卒、1982年東京大学大学院工学系研究科合成化学専攻単位取得満期退学、国立科学博物館工学研究部第3研究室研究員（文部技官）。1985年工学博士。1991年工学院大学工学部共通課程講師。1997年助教授。2002年教授。2013年先端錯体工学研究会副会長。2015年工学院大学学長、東京薬科大学評議員、奈良女子大学共生科学研究センター外部評価委員会委員、大学基準協会理事。2016年東京医科大学評議員、文部科学省大学設置・学校法人審議会特別委員。2018年関東工学教育協会副会長。